# Chris Pennie
Chris Pennie es un baterista estadounidense, cofundador del grupo de mathcore Dillinger Escape Plan. También es conocido por haber sido baterista de la banda neoyorquina de rock progresivo Coheed and Cambria, donde entró para cubrir la marcha de Josh Eppard, quien justamente reemplazo a Pennie en este puesto en el 2012 al regresar a la banda. 

## Biografía
Pennie comenzó a tocar la batería con 13 años, y con 16 ingresó en Berklee College of Music, donde obtuvo diversas titulaciones. Influido por sus ídolos de las baquetas como Stewart Copeland, de The Police, y Lars Ulrich, de Metallica, y sobre todo por Sean Reinert, batería de la extinta banda Cynic.
En el instituto, Peannie tocó en una banda local de Nueva Jersey llamada Prozak. Después, junto con Jeremy McDowell, compañero de Peannie en Berklee College of Music, formó la banda de pop punk Boxer, quién tiene el honor de ser la primera banda en ingresar en Vagrant Records. En 1999, la banda se desintegra y Peannie se une a Dillinger Escape Plan, banda con la que obtiene la fama y reconocimiento gracias a una extensa discografía en casi 10 años con ellos.

### Coheed and Cambria y salida de Dillinger Escape Plan
En 2006, Josh Eppard abandona Coheed and Cambria tras seis años y Pennie ingresa en la banda neoyorquina para comenzar la grabación del cuarto disco de la banda que verá la luz en 2007. Sin embargo, Pennie no fue el batería del disco de Coheed and Cambria, siendo finalmente Taylor Hawkins, de Foo Fighters. Pennie será el encargado de las giras post-álbum y de los próximos trabajos de la banda. 
La marcha de Pennie de Dillinger Escape Plan, uno de los líderes de su exbanda, se produjo por la puerta de atrás. Sus excompañeros quedaron muy enfurecidos por su marcha y, sobre todo, por sus formas. Una muestra de ello es la entrevista que concedió Ben Weinman, guitarrista de Dillinger Escape Plan, a MTV en la que asegura que su grupo se enteró de que Pennie se fue a Coheed and Cambria "a través de internet". Una de las cosas que más molestaron al grupo es la hipocresía de Pennie: "Es increíble, y lo gracioso es que antes de que esto se produjera, solía reírse de esa banda. Imitaba la voz de Claudio Sánchez (líder de Coheed And Cambria) y decía, 'Son un truñaco' y toda esa mierda."
Las causas de la marcha de Pennie son, aún hoy, desconocidas. No había crisis en la banda, ni problemas de ego o sobre la dirección, rumbo o sonido de la banda. Weinman reconoce que además de ellos, otros han quedado muy molestos con la marcha de Pennie, como el sello discográfico de la banda, Reprise. "Estamos obligados contractualmente con un sello discográfico, y cuando tienes un contrato no puedes ir tocando con otras bandas sin tener permiso. Así son las cosas. No puedes ir tocando en los discos de otra gente y no lidiar con la parte financiera del asunto. Chris quería hacer eso todo el rato y no querer tratar con el aspecto legal de ello y no entendía el porqué debía hacerlo. Incumplíamos nuestro contrato por ello. Realmente, al final, terminó haciendo algo con Claudio (Sánchez, líder de Coheed And Cambria) para algo en lo que estaba trabajando, para una película, y supongo que como Coheed estaban buscando nuevo batería, le preguntaron. Supongo que le ofrecieron una buena cantidad de dinero."
En el 2010 edita junto a Coheed and Cambria el álbum Year of The Black Rainbow, para posteriormente abandonar la banda en el 2011 alegando diferencias creativas, su reemplazo fue Josh Eppard antiguo baterista de la banda durante el periodo de 2000 al 2006.